# Луї Волдон
Луї Волдон (англ. Louis Waldon; 16 грудня 1934, Модесто, Каліфорнія — 6 грудня 2013, Лос-Анджелес) — американський актор.

## Біографія
У 1962 році Волдон з'явився на театральних підмостках в офф-бродвейській постановці спектаклю Артура Копіта Oh Dad, Poor Dad, Mamma's Hung You in the Closet and I'm Feeling So Sad.
Луї Волдон розпочав свою кінокар'єру в 1965 році. Відомий співпрацею з американським художником і режисером Енді Ворголом і знімався в його фільмах «Самотні ковбої», «Плоть» (обидва 1968 року) і «Сумне кіно» (1969). Волдон також знявся у фільмі «Маска» (1985).
Помер 6 грудня 2013 року після інсульту, у віці 78 років у Лос-Анджелесі.